# Zbelítov (Jistebnice)
Zbelítov (německy Sbelitow) je malá vesnice, část města Jistebnice v okrese Tábor v Jihočeském kraji. Nachází se asi 2,5 kilometru západně od Jistebnice. Zbelítov leží v katastrálním území Zvěstonín o výměře 3,05 km².

## Historie
První písemná zmínka o vesnici pochází z roku 1547.

## Obyvatelstvo
| Rok            | 1869 | 1880 | 1890 | 1900 | 1910 | 1921 | 1930 | 1950 | 1961 | 1970 | 1980 | 1991 | 2001 | 2011 | 2021 |
| -------------- | ---- | ---- | ---- | ---- | ---- | ---- | ---- | ---- | ---- | ---- | ---- | ---- | ---- | ---- | ---- |
| Počet obyvatel | 61   | 44   | 51   | 47   | 45   | 45   | 50   | 29   | 31   | 29   | 23   | 23   | 28   | 24   | 14   |
| Počet domů     | 7    | 7    | 7    | 7    | 7    | 7    | 7    | 7    | 7    | 7    | 6    | 7    | 7    | 7    | 7    |

## Obecní správa
Při sčítání lidu v letech 1850–1879 Zbelítov byl osadou obce Drahnětice v okrese Sedlčany. V letech 1880–1963 byl osadou obce Svoříž, se kterým patřil nejprve do okresu Sedlčany, ale od roku 1950 v okrese Tábor. Od roku 1964 je částí města Jistebnice v okrese Tábor.

## Pamětihodnosti
- Přímo ve vesnici se na soukromém pozemku nachází dřevěná zvonice.
- Naproti zvoničce se nalézá netypický kamenný kříž, který je podstatně odlišný od křížů charakteristických pro tento kraj. Kříž je velmi zdobný. Jeho kamenný podstavec nese z čelní strany dataci 1883 a rostlinný motiv. Na této straně se nad podstavcem nachází nika se soškou světce. Nad nikou je motiv kalicha s hostií. Ramena kříže jsou zdobená motivem kytiček. Na levé straně podstavce je vytesán tento nápis: ZALOŽIL JAN MARTÍNEK a stejný rostlinný motiv.

## Galerie

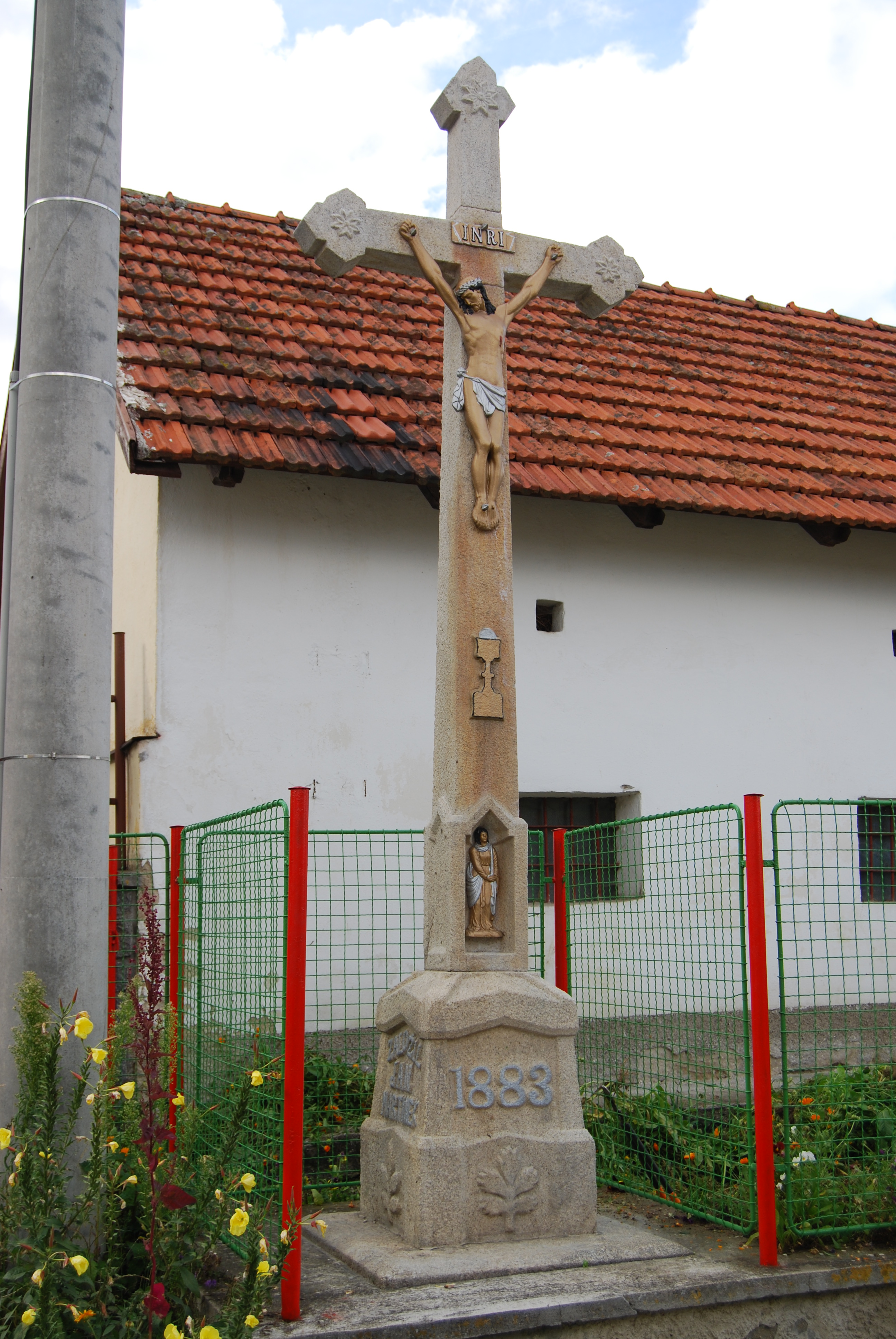
Kříž ve vsi
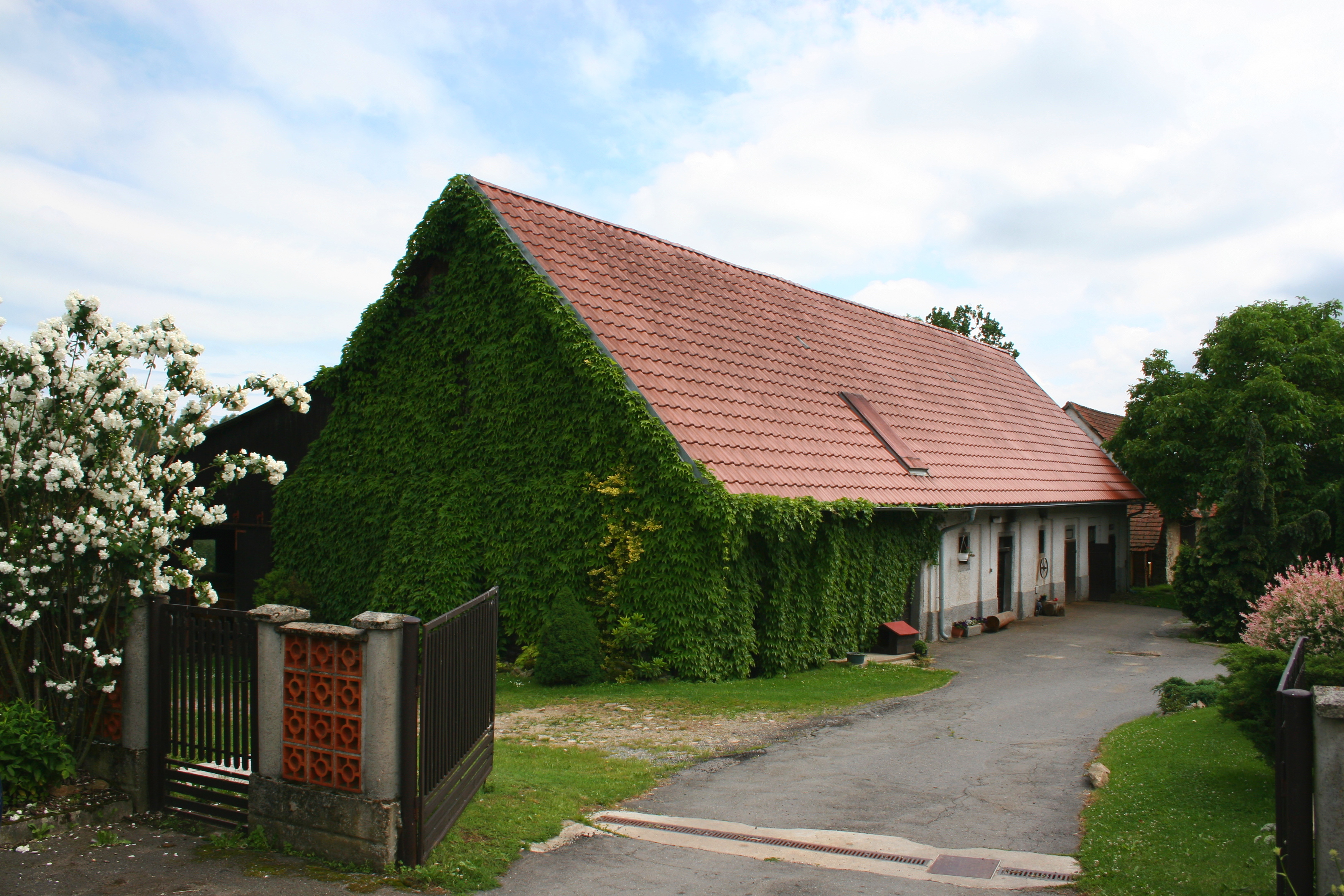
Stavení
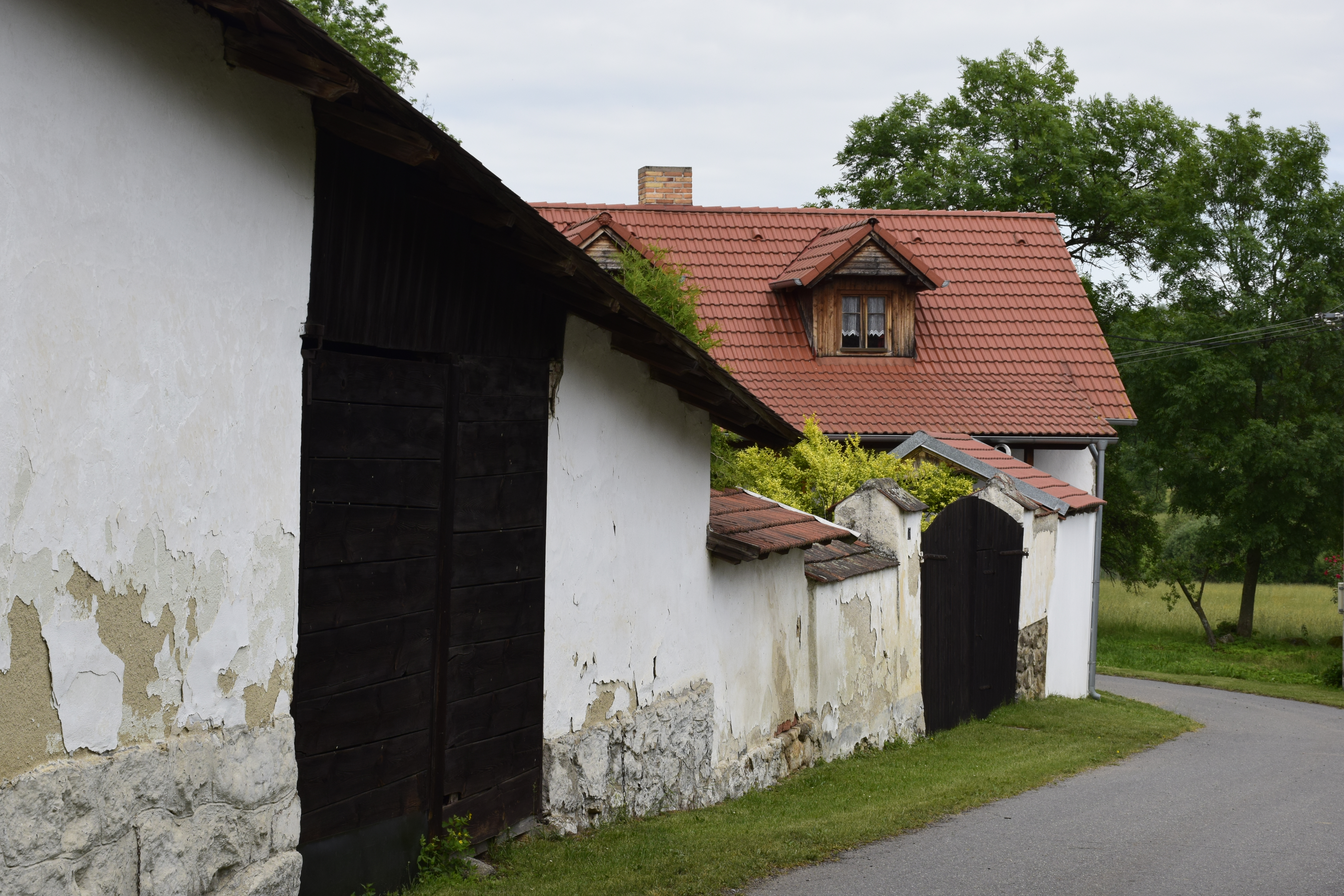
Dům u cesty
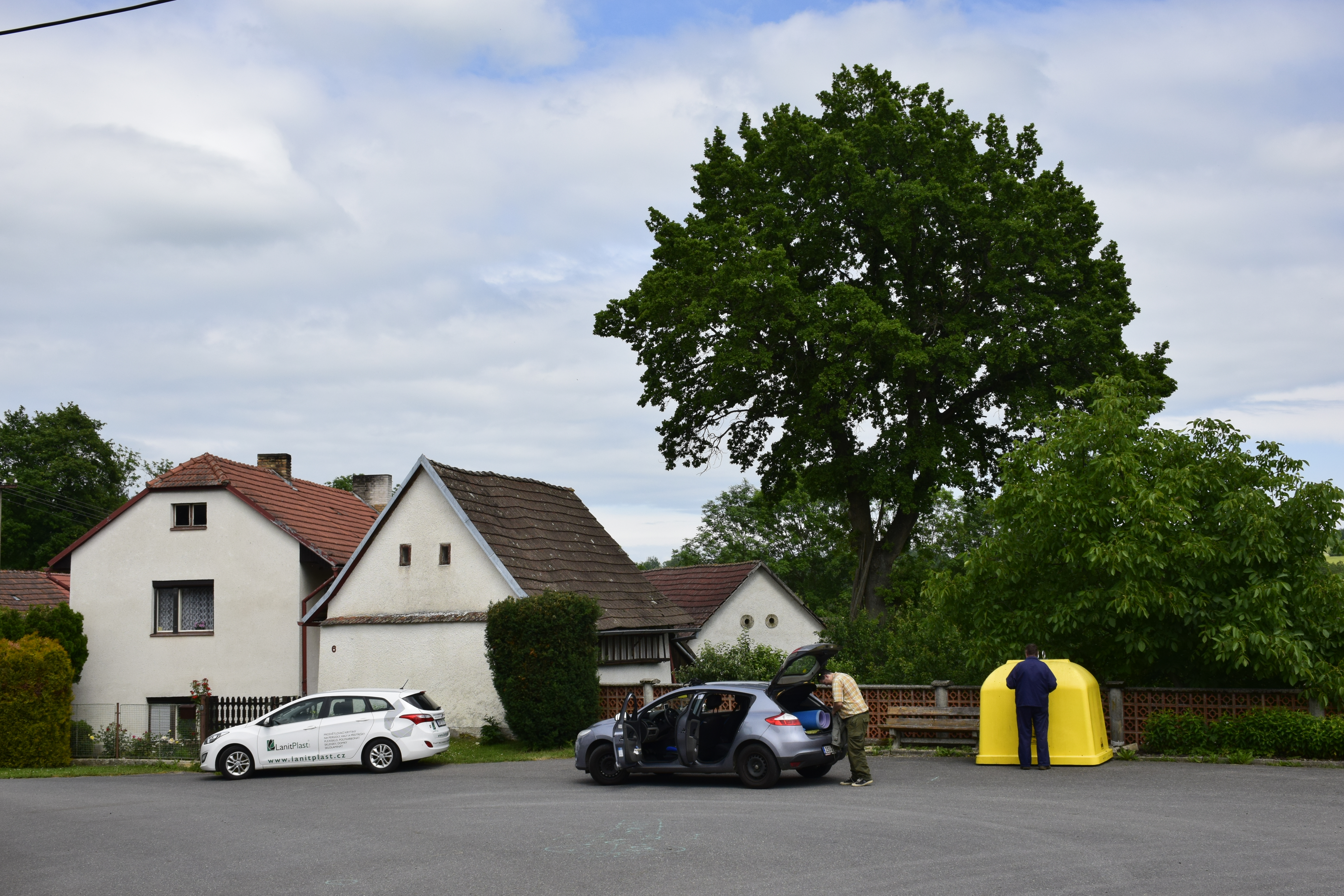
Náves